# Dirka po Italiji 1923
Dirka po Italiji 1923 (italijansko Giro d'Italia 1923) je 11. izvedba dirke po Italiji, tritedenske moške cestne kolesarske etapne dirke. Začela se je 23. maja v Milanu in končala 10. junija v Milanu. Sodelovalo je 96 kolesarjev iz šestih ekip in privatnih kolesarjev. Skupno zmago je drugič osvojil Costante Girardengo (Maino), drugo mesto Giovanni Brunero (Legnano–Pirelli), tretje pa Bartolomeo Aymo (Atala).

## Ekipe
- Atala
- Berettini
- Ganna
- Maino
- Legnano–Pirelli
- Lygie

## Etape
| Etapa | Datum     | Štart/Cilj       | Razdalja    | Tip         | Tip             | Zmagovalec                | Vodilni                   |
| ----- | --------- | ---------------- | ----------- | ----------- | --------------- | ------------------------- | ------------------------- |
| 1     | 23. maj   | Milano – Torino  | 328 km      |             | gorska etapa    | Costante Girardengo (ITA) | Costante Girardengo (ITA) |
|       | 24. maj   | dan počitka      | dan počitka | dan počitka | dan počitka     | dan počitka               | dan počitka               |
| 2     | 25. maj   | Torino – Genova  | 312,9 km    |             | gorska etapa    | Bartolomeo Aymo (ITA)     | Bartolomeo Aymo (ITA)     |
|       | 26. maj   | dan počitka      | dan počitka | dan počitka | dan počitka     | dan počitka               | dan počitka               |
| 3     | 27. maj   | Genova – Firence | 265 km      |             | gorska etapa    | Costante Girardengo (ITA) | Bartolomeo Aymo (ITA)     |
|       | 28. maj   | dan počitka      | dan počitka | dan počitka | dan počitka     | dan počitka               | dan počitka               |
| 4     | 29. maj   | Firence – Rim    | 288,7 km    |             | gorska etapa    | Costante Girardengo (ITA) | Bartolomeo Aymo (ITA)     |
|       | 30. maj   | dan počitka      | dan počitka | dan počitka | dan počitka     | dan počitka               | dan počitka               |
| 5     | 31. maj   | Rim – Neapelj    | 281,5 km    |             | ravninska etapa | Costante Girardengo (ITA) | Bartolomeo Aymo (ITA)     |
|       | 1. junij  | dan počitka      | dan počitka | dan počitka | dan počitka     | dan počitka               | dan počitka               |
| 6     | 2. junij  | Neapelj – Chieti | 283,1 km    |             | gorska etapa    | Costante Girardengo (ITA) | Costante Girardengo (ITA) |
|       | 3. junij  | dan počitka      | dan počitka | dan počitka | dan počitka     | dan počitka               | dan počitka               |
| 7     | 4. junij  | Chieti – Bologna | 383 km      |             | ravninska etapa | Costante Girardengo (ITA) | Costante Girardengo (ITA) |
|       | 5. junij  | dan počitka      | dan počitka | dan počitka | dan počitka     | dan počitka               | dan počitka               |
| 8     | 6. junij  | Bologna – Trst   | 362,2 km    |             | ravninska etapa | Costante Girardengo (ITA) | Costante Girardengo (ITA) |
|       | 7. junij  | dan počitka      | dan počitka | dan počitka | dan počitka     | dan počitka               | dan počitka               |
| 9     | 8. junij  | Trst – Mantova   | 357 km      |             | ravninska etapa | Alfredo Sivocci (ITA)     | Costante Girardengo (ITA) |
|       | 9. junij  | dan počitka      | dan počitka | dan počitka | dan počitka     | dan počitka               | dan počitka               |
| 10    | 10. junij | Mantova – Milano | 341,3 km    |             | gorska etapa    | Costante Girardengo (ITA) | Costante Girardengo (ITA) |
|       | Skupaj    | Skupaj           | 3202,7 km   | 3202,7 km   | 3202,7 km       | 3202,7 km                 | 3202,7 km                 |

## Končna razvrstitev

### Skupni seštevek
| Poz. | Kolesar                    | Ekipa           | Čas          |
| ---- | -------------------------- | --------------- | ------------ |
| 1    | Costante Girardengo (ITA)  | Maino           | 122h 28' 17" |
| 2    | Giovanni Brunero (ITA)     | Legnano–Pirelli | + 37"        |
| 3    | Bartolomeo Aymo (ITA)      | Atala           | + 10' 25"    |
| 4    | Federico Gay (ITA)         | Atala           | + 41' 25"    |
| 5    | Ottavio Bottecchia (ITA)   | —               | + 45' 49"    |
| 6    | Giuseppe Enrici (ITA)      | Legnano–Pirelli | + 49' 30"    |
| 7    | Michele Gordini (ITA)      | Ganna           | + 52' 15"    |
| 8    | Emilio Petiva (ITA)        | Maino           | + 55' 17"    |
| 9    | Giovanni Trentarossi (ITA) | Berrettini      | + 1h 00' 29" |
| 10   | Angelo Gremo (ITA)         | Maino           | + 1h 02' 06" |

| Skupna razvrstitev kolesarjev (11–38) | Skupna razvrstitev kolesarjev (11–38) | Skupna razvrstitev kolesarjev (11–38) | Skupna razvrstitev kolesarjev (11–38) |
| Poz.                                  | Kolesar                               | Ekipa                                 | Čas                                   |
| ------------------------------------- | ------------------------------------- | ------------------------------------- | ------------------------------------- |
| 11                                    | Alfredo Sivocci (ITA)                 | Legnano–Pirelli                       | + 11h 49' 23"                         |
| 12                                    | Pierino Bestetti (ITA)                | Berettini                             | + 12h 09' 48"                         |
| 13                                    | Secondo Martinetto (ITA)              | —                                     | + 16h 37' 26"                         |
| 14                                    | Giovanni Tragella (ITA)               | —                                     | + 11h 49' 23"                         |
| 15                                    | Guido Messeri (ITA)                   | —                                     | + 12h 09' 48"                         |
| 16                                    | Ottavio Pratesi (ITA)                 | Lygie                                 | + 16h 37' 26"                         |
| 17                                    | Saverio Dartardi (ITA)                | —                                     | + 11h 49' 23"                         |
| 18                                    | Giovanni Rossignoli (ITA)             | —                                     | + 12h 09' 48"                         |
| 19                                    | Pietro Fasoli (ITA)                   | —                                     | + 16h 37' 26"                         |
| 20                                    | Angiolo Marchi (ITA)                  | —                                     | + 11h 49' 23"                         |
| 21                                    | Alessandro Tonani (ITA)               | Maino                                 | + 12h 09' 48"                         |
| 22                                    | Angelo Veneis (ITA)                   | —                                     | + 16h 37' 26"                         |
| 23                                    | Pasquale Di Pietro (ITA)              | —                                     | + 11h 49' 23"                         |
| 24                                    | Gianbattista Gilli (ITA)              | —                                     | + 12h 09' 48"                         |
| 25                                    | Luigi Lucotti (ITA)                   | —                                     | + 16h 37' 26"                         |
| 26                                    | Ugo Ruggeri (ITA)                     | —                                     | + 11h 49' 23"                         |
| 27                                    | Domenico Schierano (ITA)              | —                                     | + 12h 09' 48"                         |
| 28                                    | Otello Massaro (ITA)                  | —                                     | + 16h 37' 26"                         |
| 29                                    | Enrico Sala (ITA)                     | —                                     | + 11h 49' 23"                         |
| 30                                    | Giuseppe Ruffoni (ITA)                | —                                     | + 12h 09' 48"                         |
| 31                                    | Menotti Vaccari (ITA)                 | —                                     | + 16h 37' 26"                         |
| 32                                    | Romolo Lazzaretti (ITA)               | —                                     | + 12h 09' 48"                         |
| 33                                    | Arturo Ferrario (ITA)                 | —                                     | + 16h 37' 26"                         |
| 34                                    | Antonio Buelli (ITA)                  | —                                     | + 12h 09' 48"                         |
| 35                                    | Clemente Canepari (ITA)               | —                                     | + 16h 37' 26"                         |
| 36                                    | Telesforo Benaglia (ITA)              | —                                     | + 12h 09' 48"                         |
| 37                                    | Giuseppe Borghi (ITA)                 | —                                     | + 16h 37' 26"                         |
| 38                                    | Giusto Scherl (ITA)                   | —                                     | + 12h 09' 48"                         |